# Harvey (Dakota del Norte)
Harvey es una ciudad ubicada en el condado de Wells en el estado estadounidense de Dakota del Norte. En el censo de 2010 tenía una población de 1783 habitantes y una densidad poblacional de 366 personas por km². Se encuentra cerca del nacimiento del río James, un afluente del Misuri. 

## Geografía
Harvey se encuentra ubicada en las coordenadas 47°46′39″N 99°55′44″O / 47.77750, -99.92889. Según la Oficina del Censo de los Estados Unidos, Harvey tiene una superficie total de 4.88 km², de la cual 4.88 km² corresponden a tierra firme y (0%) 0 km² es agua.

## Demografía
Según el censo de 2010, había 1783 personas residiendo en Harvey. La densidad de población era de 365,6 hab./km². De los 1783 habitantes, Harvey estaba compuesto por el 98.49% blancos, el 0.06% eran afroamericanos, el 0.56% eran amerindios, el 0% eran asiáticos, el 0.06% eran isleños del Pacífico, el 0.11% eran de otras razas y el 0.73% pertenecían a dos o más razas. Del total de la población el 1.01% eran hispanos o latinos de cualquier raza.